# Declaração de independência
Usualmente, uma declaração de independência é a assinatura de documento prestando explicações a um todo da interrupção do elo que mantinham unidos as partes. Por exemplo, a declaração de independência das colônias dos Estados Unidos foi dirigida a Inglaterra no idioma deles explicando os motivos que levou-os a tomar tal decisão, o mesmo caso se aplica na Declaração de Independência do Brasil feita a Portugal em idioma português. Nesse sentido, uma declaração de independência de uma nação (onde vivem pessoas) deve possuir uma coerência nos fatos e nos atos, mas principalmente seja dirigida a alguém de fato e de direito ligado ao grupo, a terra e ao povo e tratando-se de nações não colonizadas, deve ser escrita e assinada no idioma de origem para que o próprio povo saiba da existência dessa declaração, sem isso não existe validade alguma e trata-se de ato de pirataria. Em 2010, a Tribunal Internacional de Justiça da ONU determinou no uma opinião consultiva no Kosovo que "o direito internacional não contém nenhuma proibição das declarações de independência", embora o estado do qual o território deseja se separar possa considerar a declaração como rebelião, o que pode levar a uma guerra de independência ou um acordo constitucional para resolver a crise.

## Lista de declarações de independência para cada país
| Região                                                                           | Declaração                                                                               | Data              | Ano  | Associação       | Signatários | Primeiro país reconheceu                                           |
| -------------------------------------------------------------------------------- | ---------------------------------------------------------------------------------------- | ----------------- | ---- | ---------------- | --- | ------------------------------------------------------------------ |
| Albânia                                                                          | Declaração de Independência da Albânia                                                   | 28 de novembro    | 1912 | Império Otomano  | Assembléia de Vlore | Áustria-Hungria                                                    |
| Províncias Unidas do Rio da Prata · (atualmente · Argentina · Uruguai · Bolívia) | Declaração de Independência da Argentina                                                 | 9 de julho        | 1816 | Espanha          | Congresso de Tucumán | Reino do Havaí                                                     |
| Armênia                                                                          | Primeira República da Armênia                                                            | 28 de maio        | 1918 | Império Russo    | Congresso Nacional Armênio Federação Revolucionária Armênia (ARF Dashnak) | Rússia                                                             |
| Azerbaijão                                                                       | República Democrática do Azerbaijão                                                      | 28 de maio        | 1918 | Império Russo    | Conselho Nacional Azerbaijano (Hasan bey Aghayev, Fatali Khan Khoyski, Nasib Yusifbeyli, Jamo bey Hajinski, Şefi bey Rustambeyli, Nariman bey Narimanbeyov, Javad Malik-Yeganov, Mustafa Mahmudov) | Império Otomano                                                    |
| Azauade                                                                          | Declaração de independência de Azauade                                                   | 6 de abril        | 2012 | Mali             | Movimento Nacional de Libertação do Azauade |                                                                    |
| Bangladesh                                                                       | Proclamação de Independência de Bangladesh                                               | March 26 de março | 1971 | Paquistão        | Assembléia Constituinte de Bangladesh | Butão                                                              |
| Bielorrússia                                                                     | Terceira Carta Constituinte                                                              | 25 de março       | 1918 | RSFS da Rússia   | Rada da República Democrática da Bielorrússia |                                                                    |
| Bielorrússia                                                                     | Anúncio da Declaração de Independência da República Socialista Soviética da Bielorrússia | 31 de julho       | 1920 | Polónia          | Partido Comunista (bolsheviks) da Bielorrússia, sindicatos | RSFS da Rússia                                                     |
| Bielorrússia                                                                     | Declaração do Estado Soberano da República Socialista Soviética da Bielorrússia          | 27 de julho       | 1990 | União Soviética  | Soviete Supremo da RSSB | Turquia                                                            |
| Bélgica                                                                          | Declaração de Independência da Bélgica                                                   | 4 de outubro      | 1830 | Países Baixos    | Governo Provisório da Bélgica |                                                                    |
| Bósnia e Herzegovina                                                             | Declaração de Independência da Bósnia e Herzegovina                                      | 1 de março        | 1992 | Iugoslávia       | | Bulgária                                                           |
| Império do Brasil                                                                | Independência do Brasil                                                                  | 7 de setembro     | 1822 | Portugal         | Pedro I do Brasil | Reino de Daomé, Províncias Unidas do Rio da Prata e Estados Unidos |
| Bougainville                                                                     | Declaração de Independência da Bougainville                                              | Maio              | 1990 | Papua Nova Guiné | Governo Interino de Bougainville | Desconhecido                                                       |
| Bulgária                                                                         | Declaração da Independência da Bulgária                                                  | 22 de setembro    | 1908 | Império Otomano  | Fernando I da Bulgária do Governo da Bulgária | Império Russo (5 de fevereiro de 1909)                             |
| Birmânia                                                                         | Declaração de Independência da Birmânia                                                  | 4 de janeiro      | 1948 | Reino Unido      | |                                                                    |
| Catalunha                                                                        | Declaração da República Catalão como um estado da Federação Ibérica                      | 14 de abril       | 1931 | Espanha          | Francesc Macià, Generalidade da Catalunha1 |                                                                    |
| Catalunha                                                                        | Declaração do estado catalão dentro da República Federal da Espanha                      | 6 de outubro      | 1934 | Espanha          | Lluís Companys, Generalidade da Catalunha |                                                                    |
| Catalunha                                                                        | Declaração dos representantes com a República Catalã                                     | 27 de outubro     | 2017 | Espanha          | |                                                                    |
| América Central                                                                  | Ata de Independência da América Central                                                  | 15 de setembro    | 1821 | Espanha          | |                                                                    |
| Chile                                                                            | Declaração de Independência do Chile                                                     | 12 de fevereiro   | 1818 | Espanha          | Congresso Nacional | Portugal                                                           |
| Colômbia                                                                         | Declaração de Independência da Colômbia                                                  | 20 de julho       | 1810 | Espanha          | |                                                                    |
| Croácia                                                                          | Declaração do Estabelecimento da República Soberana e Independente da Croácia            | 25 de junho       | 1991 | Iugoslávia       | | Islândia                                                           |
| Crimeia                                                                          | Declaração de Independência da República da Crimeia                                      | 11 de março       | 2014 | Ucrânia          | Conselho Supremo da Crimeia | Rússia                                                             |
| Portugal                                                                         | Independência de Portugal                                                                | 26 de julho       | 1139 | Reino de Leão    | Afonso I de Portugal | Estados Papais                                                     |
| Tchecoslováquia                                                                  | Declaração de Independência da Tchecoslováquia                                           | 18 de outubro     | 1918 | Austria-Hungria  | Conselho Nacional da Tchecoslováquia | Estados Unidos                                                     |